# Lot 10 (Île-du-Prince-Édouard)
Pour les articles homonymes, voir Lot 10.
Lot 10 est un canton dans le comté de Prince, Île-du-Prince-Édouard, Canada. Il fait partie de la Paroisse Halifax.

## Population
- 330 (recensement de 2001)[1]
- 304 (recensement de 2006)[1]
- 318 (recensement de 2011)[2]

## Communautés
non-incorporées :
- Alaska
- Enmore
- Portage
- West Devon